# Bătălia Galiției
Bătălia Galiției, denumită și bătălia de la Lemberg, a fost o mare bătălie între Rusia și Austro-Ungaria din primele faze ale Primului Război Mondial, desfășurată în 1914. Armatele austro-ungare au suferit înfrângeri grele și au fost gonite din Galiția, în timp ce rușii au capturat Lembergul și, timp de aproape nouă luni, au ocupat Galiția de Est.

## Context
Când perspectiva războiului cu Rusia a devenit iminentă la începutul lunii august, șeful statului major austro-ungar, Franz Conrad von Hötzendorf, a hotărât să lanseze o ofensivă în Polonia rusească cu armatele sale nordice (I și a IV-a). Cum armata rusă avea în scurt timp să mobilizeze forțe mult superioare numeric celor ale Puterilor Centrale în est (mai ales față de cele austro-ungare, care erau prima țintă a Rusiei), von Hötzendorf a considerat că singura sa șansă este o victorie rapidă.
El sperase și că Germania se va alătura ofensivei sale în Polonia, dar speranțele sale au fost deșarte, întrucât Germania a desfășurat în Prusia Orientală o armată mică, cu ordine exclusiv defensive. Astfel, armatele I și a IV-a austro-ungară au început să înainteze în Polonia fără susținere germană clară. La început, ele s-au confruntat, respectiv, cu armatele rusești a IV-a și a V-a.
Între timp, Nikolai Ivanov⁠(en)[traduceți], comandantul rus al Frontului de Sud-Vest, se aștepta la o ofensivă austro-ungară dinspre Lemberg către est. Aceasta urma să fie înâmpinată de o ofensivă rusească în Galiția de Est, cu armatele ruse a III-a și a VIII-a.

## Bătălii
Armata I austro-ungară condusă de Viktor Dankl înainta spre nord către Lublin. Dankl a lovit și a forțat retragerea Armatei a IV-a rusești a baronului Salza în ceea ce avea să fie denumită bătălia de la Kraśnik. Armata lui Dankl a luat 6.000 de prizonieri.
La dreapta lui Dankl, Armata a IV-a a lui Auffenberg, îndreptată spre Cholm, a împins armata a V-a rusă a lui Pavel Plehve⁠(en)[traduceți] în bătălia de la Komarów⁠(en)[traduceți], luând 20.000 de prizonieri și producând pierderi grele. Manevra de încercuire pusa la cale de austrieci a eșuat însă.
Cum rușii erau împinși de-a lungul frontului nordic, Armata a III-a austriacă și Grupul de Armate Kovess au înaintat concomitent împotriva flancului stâng al lui Ivanov. De-a lungul frontului sudic, Ivanov avea Armata a III-a Rusă⁠(en)[traduceți] condusă de Nikolai Ruzski⁠(en)[traduceți] și Armata a VIII-a Rusă⁠(en)[traduceți] sub comanda capabilului Alexei Brusilov. Brusilov și Ruzski au produs austro-ungarilor înfrângeri atât de grele, încât deși calitatea proastă a drumurilor i-a obligat pe ruși să se oprească două zile, austriecii nu au reușit să se regrupeze pentru a opri înaintarea rusească. Acest atac a devenit cunoscut sub numele de bătălia de la Gnila Lipa⁠(en)[traduceți].
Cum întreaga armată a III-a și Grupul Kovess erau în plină retragere, von Hötzendorf a retras forțe de pe frontul nordic, pe care îl considera suficient de asigurat. În realitate, rușii de la nord de Lemberg erau încă o amenințare potențială. Ivanov a ordonat Armatei a V-a a lui Plehve să atace și i-a împins pe austriaci înapoi în timp ce ei încercau să mute forțe spre sud, într-o ciocnire denumită Battle of Rava Ruska⁠(en)[traduceți]. Armata a II-a Austriacă a fost rapid rechemată din Serbia dar era prea târziu, întregul front austriac prăbușindu-se în Galiția, rușii ocupând Lembergul.

## Urmări
Când austriecii s-au retras, numeroși soldați slavi din armata austro-ungară s-au predat și s-au oferit chiar să lupte de partea rușilor. În total, rușii au luat circa 130.000 de prizonieri până la scăderea luptelor la 11 septembrie, producând în total 324.000 de morți și răniți. Rușii au pierdut 225.000 de oameni, inclusiv 40.000 de prizonieri. Rușii împinseseră frontul cu 160 de kilometri până la poalele Carpaților, au înconjurat complet cetatea austriacă de la Przemyśl și au declanșat asediul acesteia, care a durat peste o sută de zile. Bătălia a schilodit armata austro-ungară, a distrus o porțiune mare din corpul de ofițeri bine pregătiți și a slăbit Austria. Deși și rușii au fost zdrobiți în bătălia de la Tannenberg, victoria de la Lemberg a făcut ca aceasta să nu aibă un efect devastator asupra opiniei publice rusești.